# Monasterio de Santa María (Amer)
El monasterio de Santa María está situado en Amer, en la comarca catalana de La Selva, es un antiguo monasterio benedictino.

## Historia

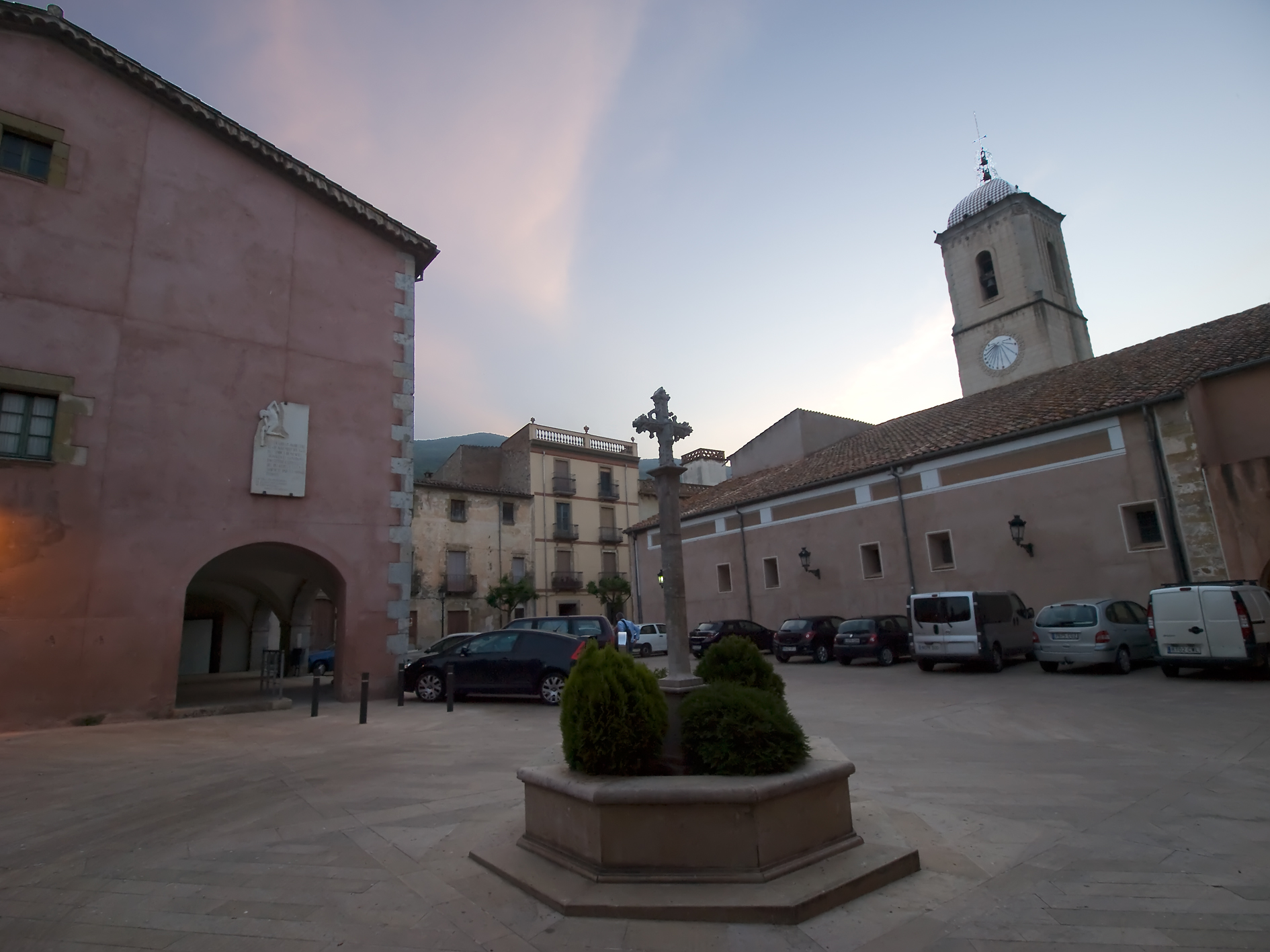
Plaza frente del monasterio

Aunque la leyenda atribuye la fundación a Carlomagno, el cenobio lo fundó en el 820 el abad Deodato y en un principio estuvo dedicado a San Medir y San Ginés. El rey Luis el Piadoso le concedió un precepto de inmunidad, precepto que fue confirmado posteriormente por Carlos el Calvo en el 844 y en el 860. 
En el 949 se trasladó a un nuevo emplazamiento, el actual, dentro del término municipal de Amer. Fue reconstruido y se consagró la nueva iglesia, dedicada a Santa María. El monasterio fue ganando en importancia en los siglos siguientes durante los que fue aumentando sus bienes. Aunque estuvo vinculado con el obispado de Gerona, durante los siglos XI y XII se mantuvo independiente. En el siglo XII se reformó de nuevo la iglesia y se fundó el priorato de Santa María del Coll.
En 1381 la jurisdicción del pueblo de Amer quedó en manos del cenobio. En 1445 quedó unido, por un breve periodo, al monasterio de San Pedro de Galligans y en 1592, por orden papal, quedó unido al monasterio de Santa María de Rosas, unión que perduró hasta la desaparición de la vida monacal.

## El edificio
La iglesia tenía planta basilical, las naves cubiertas con bóvedas de cañón, con un ábside y dos absidiolas semicirculares con bóvedas de cuarto de esfera. Se unen entre sí con cuatro arcos de medio punto en cada lado, decorados, con lesenas lombardas, en la parte superior. Las columnas que los sostenían, cuadradas, han sido substituidas.
En el exterior se aprecian los arcos ciegos así como las franjas lombardas. El campanario es del año 1900 construido sobre uno románico, desaparecido durante la guerra de los Segadores contra Felipe IV.
Del claustro, destruido en los terremotos del año 1427, sólo se conservan en la sacristía de la iglesia, dos capiteles decorados uno con motivos geométricos y el otro con cuatro caras. Se datan del siglo XI.